# Матобо (национальный парк)
Национальный парк Матобо (англ. Matobo National Park) — национальный парк на юге Зимбабве, образует ядро холмов Матобо или Матопос, территории гранитных холмов и лесистых долин, начинающейся примерно в 35 километрах (22 милях) к югу от Булавайо. Холмы образовались более 2 миллиардов лет назад из гранита, выброшенного на поверхность; он подвергся эрозии, образовав гладкие «двалы китового спина» и разбитые головы, усыпанные валунами и перемежающиеся зарослями растительности. Матопо/Матоб был назван Лозви. Другая традиция гласит, что первый король, Мзиликази Хумало, когда местные жители сказали, что огромные гранитные купола называются мадомбо, он ответил, возможно, полушутя: «Мы будем называть их матобо» - пьеса Исиндебеле на тему «Лысые головы».
Холмы занимают площадь около 3100 км2 (1200 квадратных миль), из которых 424 км2 (164 квадратных миль) занимают национальные парки, а остальная часть представляет собой в основном коммунальные земли и небольшую часть коммерческих сельскохозяйственных угодий. Парк простирается вдоль долин рек Тули, Мцелеле, Малеме и Мпопома. Часть национального парка отведена под игровой парк площадью 100 км2 (39 квадратных миль), в котором обитает дичь, включая белых носорогов. Самая высокая точка холмов - мыс Гулати (1549 м; 5082 фута) недалеко от северо-восточного угла парка.
В административном отношении национальный парк Матобо включает в себя парк отдыха на озере Матопос, представляющий собой территорию вокруг Хейзелсайд, Сэнди-Спруит и озера Матопос.
Национальный парк расположен в экорегионе Бушвелд на юге Африки.

## История
Национальный парк Матобо является старейшим в Зимбабве, основанным в 1926 году как национальный парк Родос Матопос, по завещанию Сесила Родса. Первоначальные границы простирались далеко на юг и восток от нынешнего парка. Эти территории были перепрофилированы для заселения в рамках компромисса между колониальными властями и местными жителями, создав общинные земли Хумало и Матобо. Затем площадь парка увеличилась с приобретением ферм World's View и Hazelside на севере.
Нынешнее название «Матобо» отражает правильное народное произношение этой местности.
Холмы Матобо были включены в список Всемирного наследия ЮНЕСКО в 2003 году. Местность «демонстрирует изобилие отличительных скальных рельефов, возвышающихся над гранитным щитом, покрывающим большую часть Зимбабве»

### Археологические, исторические и культурные объекты

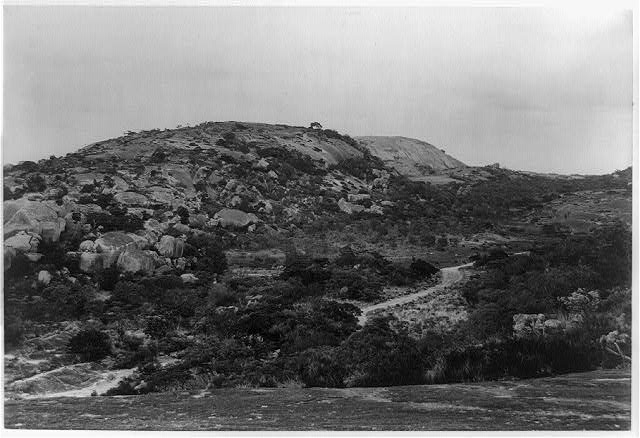
Гора Эффефе, около 1900 года

Сан (бушмены) жили в горах около 2000 лет назад, оставив после себя богатое наследие в виде сотен наскальных рисунков. Существует более 3000 зарегистрированных мест наскального искусства, основные периоды рисования которых приходятся на период между 320 и 500 годами н. э. Во многих расщелинах и пещерах были найдены глиняные печи и другие исторические артефакты, а различные археологические находки датируются до средним каменном веком, около 300 000 лет до н. э. Следующие основные места были разработаны для туристического доступа:
- Пещера Бамбата является крупным археологическим памятником[9], расположенным на западе национального парка, к северу от игрового парка на дороге Кези-Булавайо. На фризе изображены слоны, жирафы, бородавочники, цессебе и мангусты[10].
- Пещера Инанке имеет самые обширные рисунки, расположенные в отдаленной пещере, куда можно добраться за три часа ходьбы от плотины Тогхвана. Вдоль маршрута находится печь железного века[9].

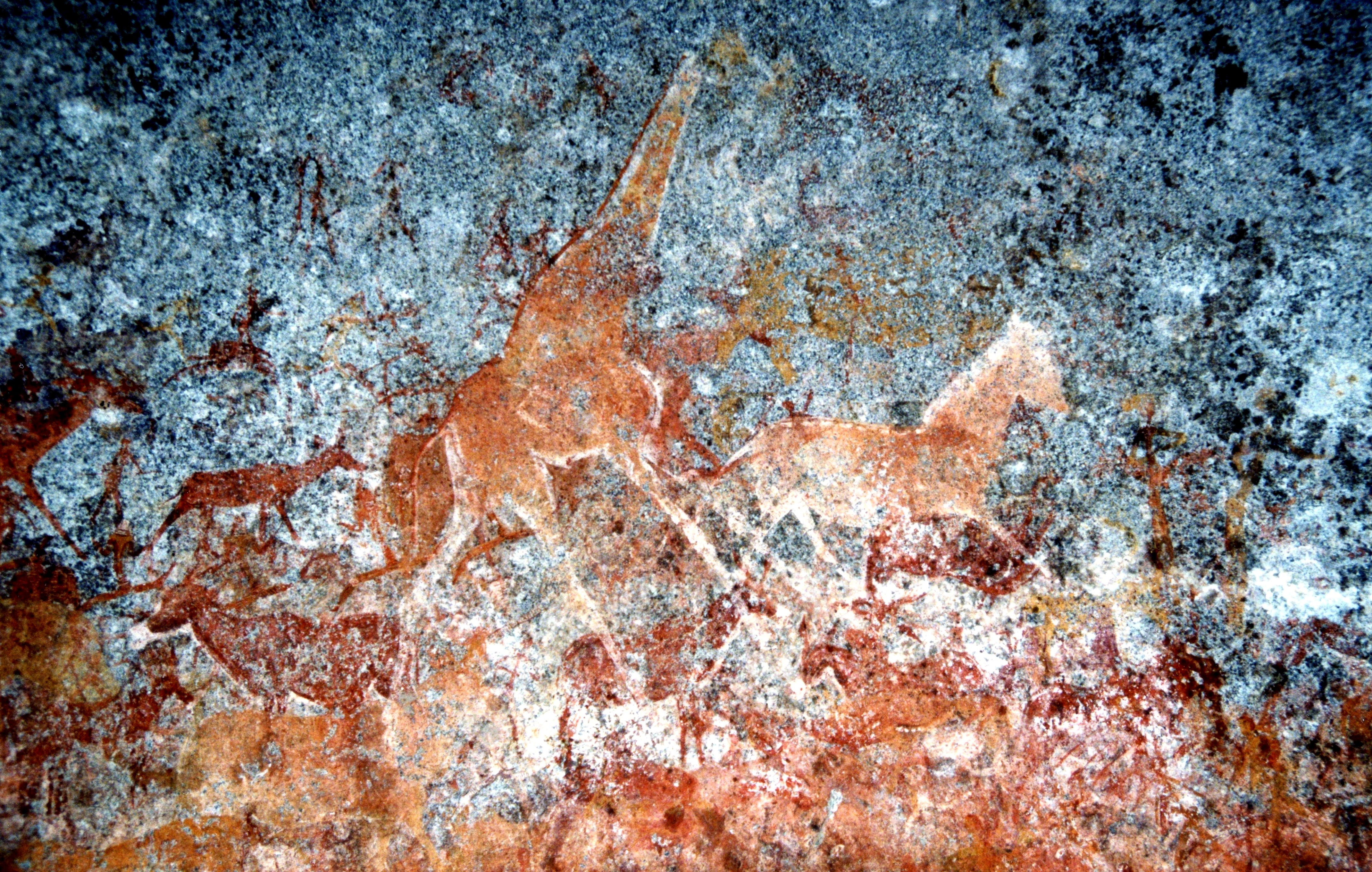
Пещера Нсватуги.

- Пещера Нсватуги содержит фризы жирафов, слонов и куду[9][10]. Доступ осуществляется с кольцевой дороги, к западу от плотины Малеме. Здесь был найден человеческий скелет, датируемый 42000 годом до н. э., относящийся к среднему каменному веку[11].
- Пещера Помонгве[1] недалеко от плотины Малеме была повреждена в результате попытки консервации в 1965 году, когда на рисунки наносили льняное масло[12]. Археологические раскопки внутри и ниже по склону пещеры выявили 39 032 каменных орудия, несколько очагов, а основные зоны разведения огня находились в центре пола пещеры. Фрагменты костей показали, что даман составлял основную часть мясного компонента рациона ранних людей, обитавших в пещере, в который также входили черепахи, бабуины и более крупные дикие животные. Самый старый материал на этом месте, вероятно, относится к периоду до среднего каменного века[7][13].
- Приют для белых носорогов — небольшой участок недалеко от парка Гордон, на главной асфальтированной дороге через парк. На фризе изображены очертания крупных носорогов, что, как говорят, вдохновило на повторное введение вида в 1960-х годах[14].

Величие и тишина холмов способствовали их священной репутации, особенно для народов шона и матабеле. На холмах проводятся многочисленные ритуалы и другие религиозные обряды. До колониальной эпохи здесь располагалась штаб-квартира спиритуалистического оракула Млимо.

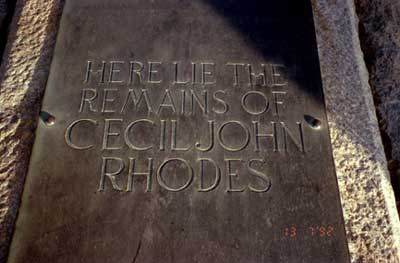
Могила Сесила Родса на Малиндидзиму

Холмы были ареной знаменитой индабы между белыми поселенцами и лидерами ндебеле в 1896 году — Второй войны матабеле, известной в Зимбабве как Первая Чимуренга, — которая закончилась убийством Млимо Фредериком Расселом Бёрнхемом, американским разведчиком, в одной из пещер Матобо. Узнав о смерти Млимо, Сесил Родс смело вошел в этот оплот ндебеле в одиночку и без оружия и убедил импи сложить оружие. Во время индабы именно на этих холмах Роберт Баден-Пауэлл, основатель скаутского движения, впервые научился у Бернхэма лесному делу, основам скаутского движения. Сегодня большая часть керамики и артефактов, найденных на полу пещер, и большинство глиняных зернохранилищ на холмах являются остатками эпохи восстания 1896 года. Есть и другие напоминания — бронзовые таблички, разбросанные по всей территории, отмечают места расположения вооруженных фортов или коротких стычек.

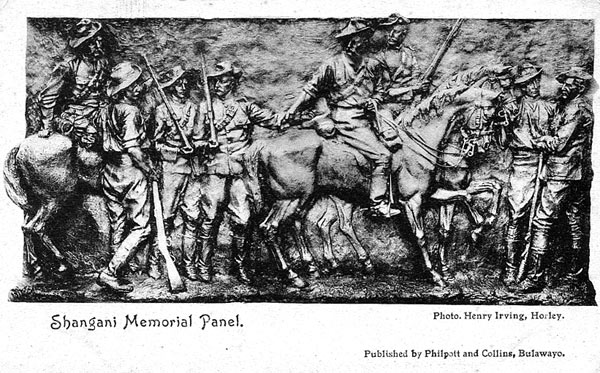
Мемориал патруля Шангани в World's View

Сесил Родс, Линдер Старр Джеймсон и несколько других ведущих первых белых поселенцев, включая Аллана Уилсона и всех членов патруля Шангани, погибших в Первой войне Матабеле, похоронены на вершине Малиндидзиму, «холма духов» — это большой источник споров в современном Зимбабве, поскольку это место считается священным националистами и коренными народами. Эту гору также называют Видом на мир. (Не путать с Видом на мир, Ньянга). Мзиликази также похоронен на холме Матопос.
В парке можно посетить мемориальную святыню, воздвигнутую Памятным орденом жестяных шляп (MOTH), организацией, которая стремится почтить память родезийских военнослужащих и женщин, погибших во время Первой и Второй мировых войн.

## Физическая география

### Флора
Матобо — это район с высоким ботаническим разнообразием: в национальном парке зарегистрировано более 200 видов деревьев, включая горную акацию, дикую грушу и бумажную акацию. Также здесь произрастает множество алоэ, диких трав и более 100 видов злаковых трав. Зарегистрировано множество видов редких эндемичных растений.

### Фауна

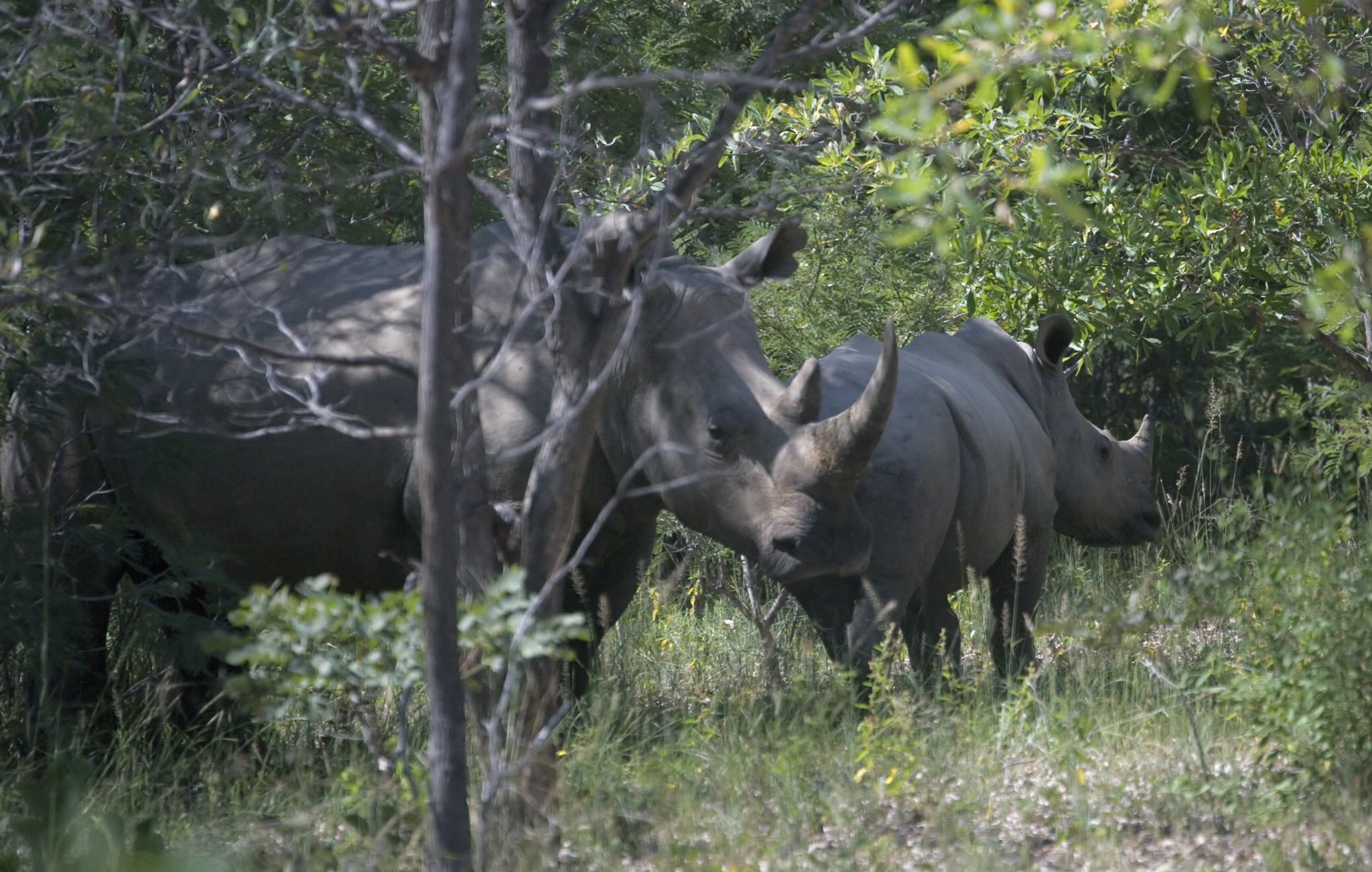
Белый носорог и его детеныш в заповеднике, Национальный парк Матобо

В национальном парке Матобо представлено большое разнообразие фауны: 175 видов птиц, 88 видов млекопитающих, 39 видов змей и 16 видов рыб. Среди животных встречаются белые носороги, чёрные антилопы, импалы и леопарды. В парке самая плотная в мире популяция последних из-за обилия даманов, которые составляют 50% их рациона. В охотничьем парке на западе популяция была пополнена белыми и черными носорогами, первые из Квазулу-Натала в 1960-х годах, а вторые из долины Замбези в 1990-х годах. Он был обозначен как Зона интенсивной защиты для двух видов, а также гиен, бегемотов, жирафов, зебр, гну и страусов.

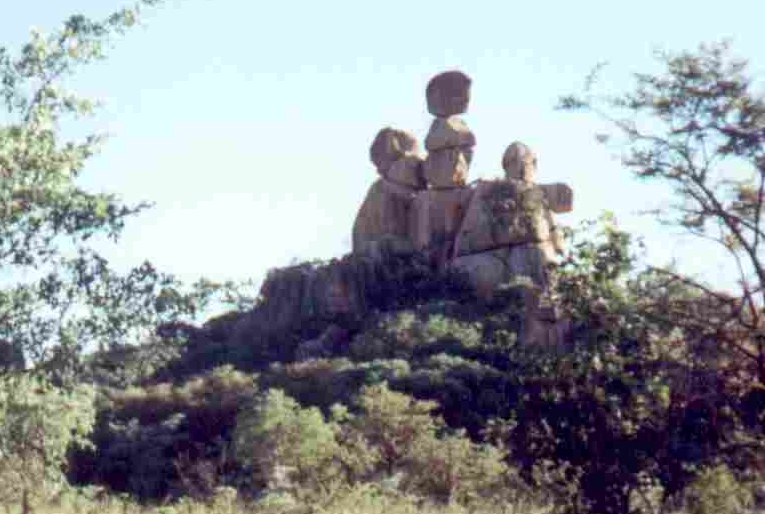
'«Копьё матери и ребёнка» в игровом парке, Национальный парк Матобо

В Национальном парке Матобо находится самая высокая в мире концентрация черных орлов и гнездящихся пар этих птиц.
С 1950 года на плотине Малеме действует лимнологический исследовательский центр, изучающий такие виды, как желтая рыба Barbus mattozi.

### География и геология
Холмы Матобо полностью состоят из гранита, образуя батолит Матопос. Гранит выветривается в фантастические формы, такие как балансирующие скалы, известные как «Копьё Мать и Дитя». Между гранитными горами образуются узкие долины. Это часто заболоченные долины, известные как дамбос или влейс, из-за стока с гор Китовый хребет. Долины образуют верховья рек Малеме, Мпопома и Мтшелели, а исток реки Тули находится к востоку от парка.

## Туризм

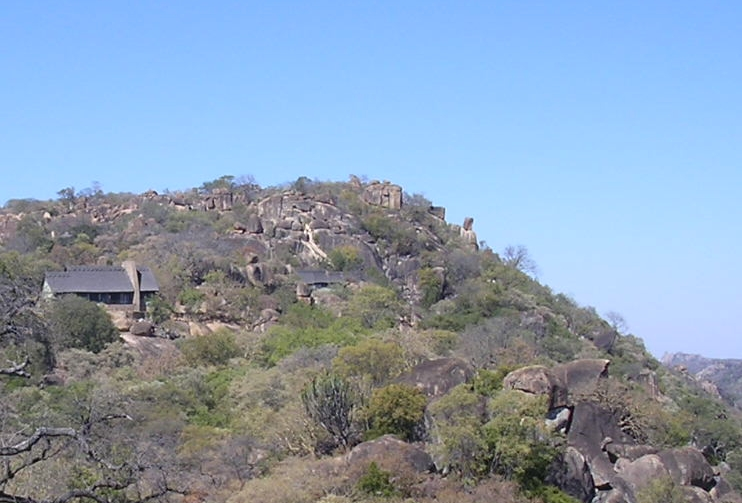
Базы отдыха «Черный орел» и «Рыбный орел» в лагере отдыха Малеме.

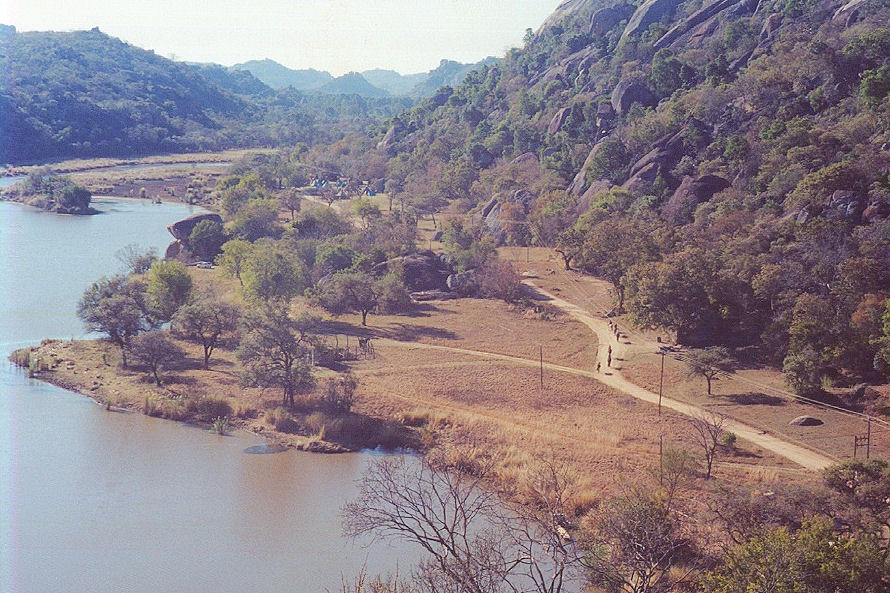
Кемпинги в Малеме.

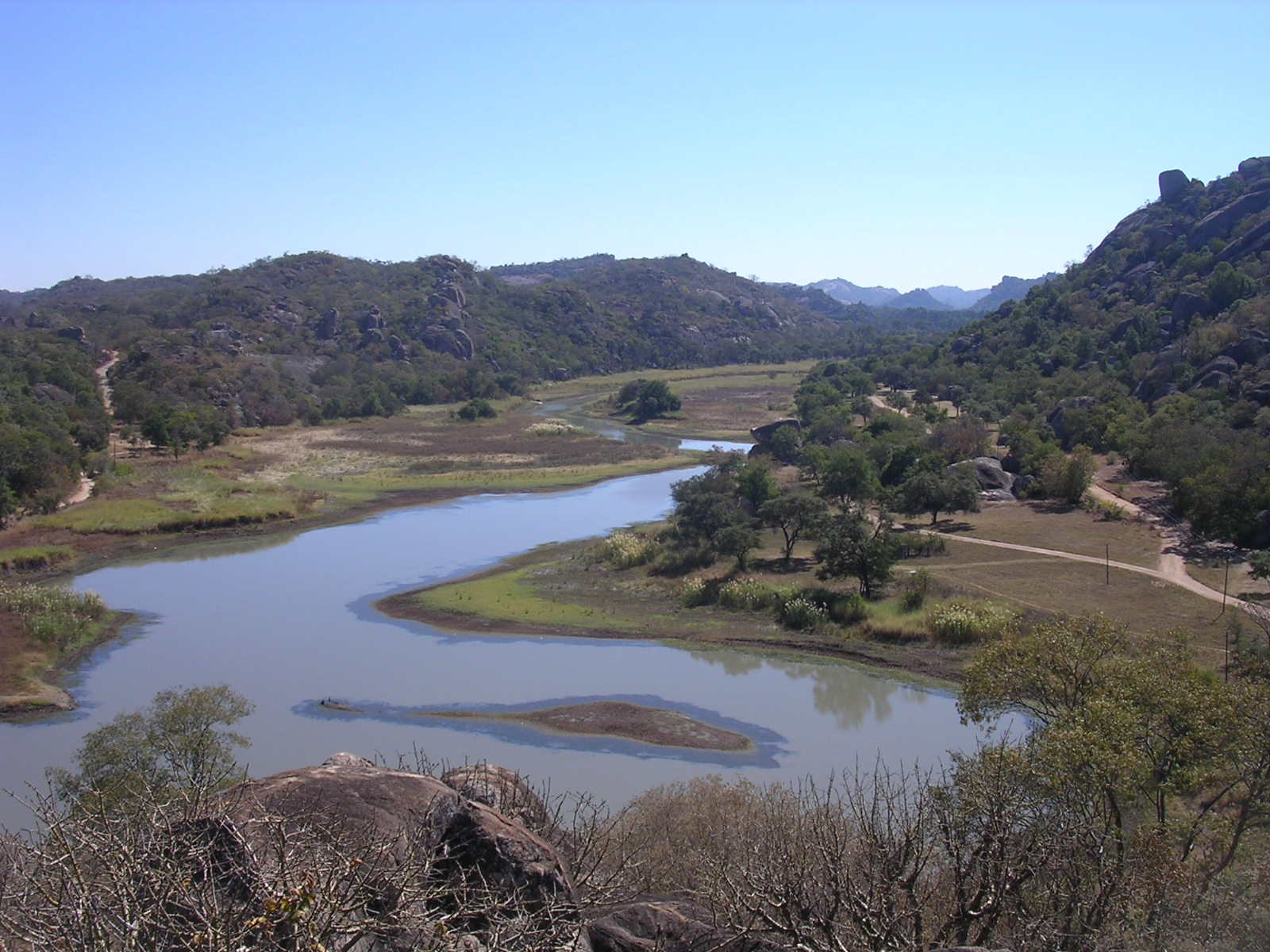
Такие плотины, как Малеме, и их окрестности предлагают возможности для наблюдения за дикими животными, пеших походов, рыбалки и катания на лодках.

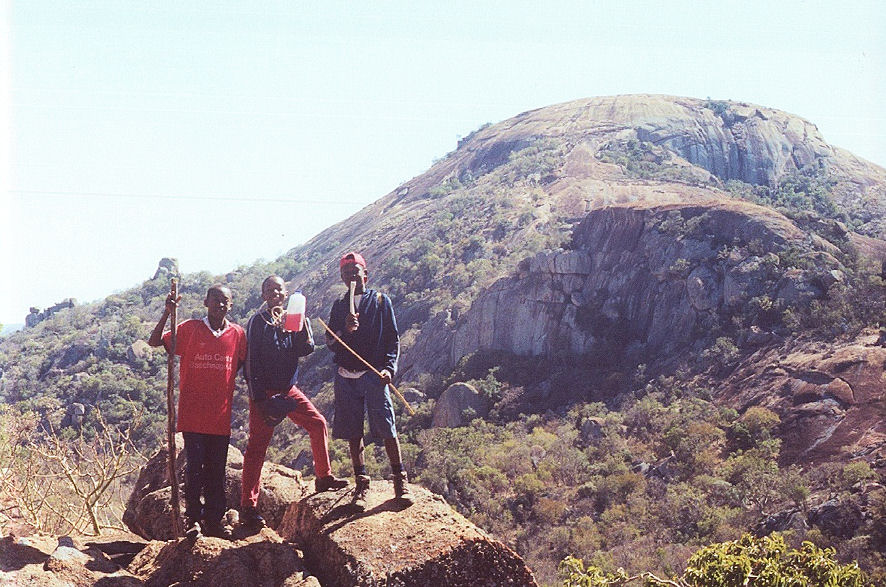
Группа бойскаутов поднимается на гору Ньяхве на фоне горы Шумбашава.

### Кемпинги
- Кемпинг Малеме — главный лагерь в центре парка, где находится штаб-квартира парка. Все номера с самообслуживанием. Есть восемнадцать домиков и шесть шале, первые полностью оборудованы, а последние с общими санузлами и без посуды или столовых приборов. Три домика, Imbila, Black Eagle и Fish Eagle, предлагают вид на ущелье Малеме. Imbila Lodge предлагает более высокий уровень роскоши с ванными комнатами и мебелью из тика[14]. Кемпинги и места для караванов расположены вдоль восточных берегов плотины Малеме.
- Кемпинг Мцхелели — расположенный на юге, этот лагерь предлагает кемпинги и места для автодомов.
- Кемпинг Мвесилуме — расположен на кольцевой дороге, к западу от плотины Малеме, и предлагает места для кемпинга и стоянок для караванов.
- Кемпинг Тогхвана — расположенный на востоке, этот лагерь предлагает кемпинги и места для автодомов.
- Дендрарий кемпинг — расположен на западе парка у озера Матопос, недалеко от офиса Hazelside. К услугам гостей кемпинги и места для стоянок караванов.
- Кемпинг Сэнди Спрут — расположен на востоке парка у озера Матопос, предлагает места для кемпинга и стоянки караванов.
- Кемпинг на озере Матопос — расположен на севере парка у озера Матопос, предлагает места для кемпинга и автодомов.

### Частные лагеря и площадки
Ассоциация бойскаутов Зимбабве управляет лагерем под названием Гордон Парк на севере долины Мтшелели. Гордон Парк — это арендованный парк площадью 115 га у Управления парков и дикой природы, который поддерживается в максимально приближенных к естественным условиям. Помимо кемпингов для отрядов скаутов, есть небольшой коттедж. Ассоциация девушек-гидов Зимбабве управляет кемпингом в парке Роваллан на севере долины Мтшелели.
Лагерь Большая Пещера — это частный лагерь, граничащий с национальным парком Матобо. Лагерь предлагает четырехзвёздочное размещение в семи гранитных домиках под соломенной крышей и отдельные кемпинги в других местах на территории. Предлагаемые мероприятия включают сафари, наблюдение за птицами, экскурсии в известные галереи наскального искусства, а также экскурсии в могилу Родса. Площадь территории Большой Пещеры составляет около 2000 акров (8,1 км2), и она идеально подходит для прогулок и наблюдения за птицами. Удобства включают в себя природный каменный бассейн для плавания, бар «Leopards Lair» и обеденную зону, включающую в себя огромный гранитный валун в здании, а также отдельную библиотечную зону.
Кемпинг Амалинда и Лодж Матобо Ингве — это коммерческие домики.

### Доступность парка
По дороге из Булавайо: Двигайтесь по Robert Mugabe Way в центре города; она переходит в Matopos Road, которая продолжается на юг около 30 км до границы парка. Это двухполосная асфальтированная дорога. Однополосная асфальтированная дорога продолжается до плотины Малеме и лагеря отдыха. Остальные дороги в парке гравийные или грунтовые, но подходят для большинства транспортных средств. Однако для доступа к плотине Тогхвана в сезон дождей может потребоваться полный привод.
До парка также можно добраться из Гванды: по дороге Тули-Макве в направлении Кези и повернуть на север на главную дорогу Кези-Булавайо.

### Площадки для наблюдения
Некоторые виды животных можно увидеть по всему парку, регулярно встречаются белые носороги, черные антилопы и импалы. Однако лучший обзор открывается в парке площадью 105 км2 на западе национального парка. Игровой парк, также известный как Whovi или Hove Wild Area, был создан с животными, перемещенными из приграничных районов национального парка Хванге . Он был пополнен белыми и чёрными носорогами. Другие животные, которых можно увидеть, включают чёрную антилопу, жирафа, зебру, импалу, гну и страуса. В редких случаях в конце дня или начале вечера посетителям может повезти увидеть леопарда, а во многие ночи их беспокоят крики бабуинов из-за нападений леопардов. Есть два укрытия для наблюдения за дичью.

### Пеший туризм
Благодаря своему ландшафту, климату и безопасной среде, Матобо имеет ряд пешеходных маршрутов. Более короткие походы и прогулки включают:
- Прогулка по берегу озера, плотина Малеме, от Fish Eagle lodge;
- Гора Помонгве, около лагеря Малеме;
- Лагерь Малеме к наскальным рисункам в пещере Помонгве[34].

Более длинные походы включают:
- Восхождение на гору Шумбашава, около парка Гордон;
- Восхождение на гору Ньяхве;
- Поход от плотины Тогхвана к пещере Инанке и наскальным рисункам[34].

Сопровождаемые походы с вооруженным разведчиком доступны из лагеря отдыха Малеме.

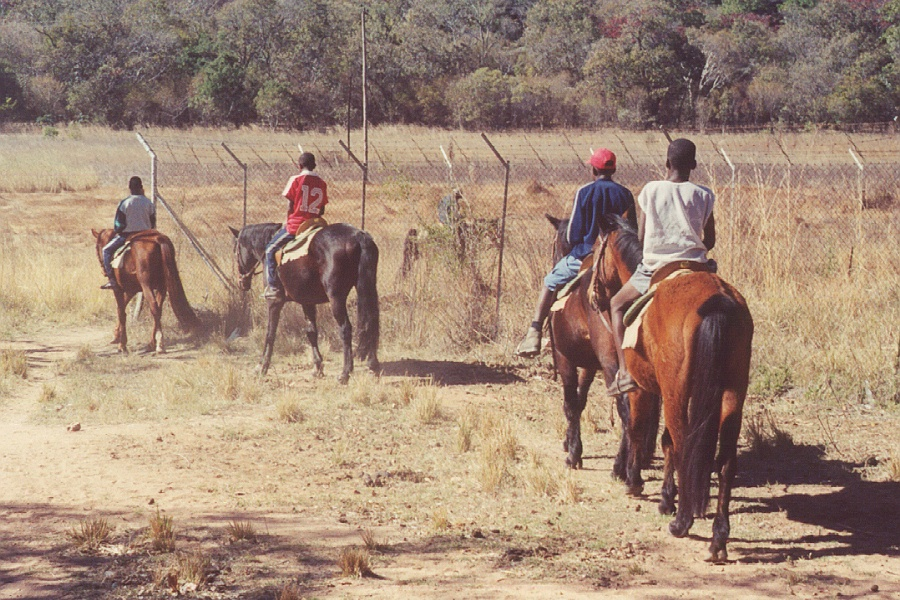
Верховая езда возле плотины Малеме.

Ежегодно в парке проводится шоссейный забег на 33 мили.

### Поездки по пересеченной местности
Сотрудники парков и дикой природы организуют организованные конные маршруты. Существует два маршрута:
- Из лагеря Малеме и посещение живописных мест в долине Малеме и окрестностях.
- Из офиса Whitewater в игровой парк для наблюдения за дичью[14].

### Рыбалка
Многочисленные плотины в парке позволяют заниматься рыбалкой, особенно на тиляпию и окуня. Окунь был выпущен в семь плотин парка с исследовательской станции на плотине Малеме. В стоимость входа в парк входит лицензия на рыбалку.

### Катание на лодках
Катание на лодках возможно на больших плотинах, таких как Малеме, Мтшелеле, Тогхвана и озеро Матопос. Разрешено до четырёх лодок, при условии одобрения должностных лиц парков.

## В популярной культуре
Зимбабвийский сыр был назван Матопос, в честь холмов.
Название парка дважды использовалось в фильмах: по словам режиссера Стефани Машюре, название и ландшафт в её фильме 2007 года «Матопос» о традиционном целителе были вдохновлены парком. Это название также использовалось для вымышленной Демократической Республики Матобо в фильме «Переводчица».

## Внешние ссылки
- Parks and Wildlife Management Authority
- Matobo Conservation Society